# Ferdinand Höfer

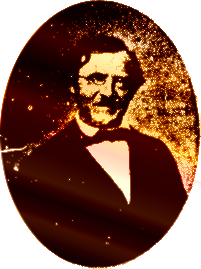
Ferdinand Hoefer

Johann Christian Ferdinand Höfer (* 21. April 1811 in Döschnitz in Thüringen; † 4. Mai 1878 in Brunoy, Département Essonne) war ein deutsch-französischer Arzt, Lexikograph und Schriftsteller.
Ferdinand Höfer durchwanderte nach beendeten Gymnasialstudien Deutschland, Holland, Belgien, schloss sich 1830 in Marseille als Freiwilliger der Expedition zur Besetzung der Halbinsel Peloponnes an und wurde, nach Frankreich 1831 zurückgekehrt, Lehrer.
Er übersetzte Kants Kritik der reinen Vernunft ins Französische, trieb zugleich medizinische Studien, praktizierte eine Zeit lang in Paris als Arzt, reiste 1843 und 1846 im Auftrag der Regierung zum Studium der Medizin und Ökonomie nach Deutschland, und übernahm 1851 die Leitung der Nouvelle biographie générale (1851–66, 46 Bde.), für die er selbst zahlreiche Artikel schrieb.
Er starb am 4. Mai 1878 in Brunoy (Seine-et-Oise).

## Veröffentlichungen (Auswahl)
- Éléments de chimie générale (1841)
- Histoire de la chimie (1842–43, 2 Bde.; 2. Aufl. 1869) (in mehrere Sprachen übersetzt)
- Dictionnaire de chimie et de physique (1846, 3. Ausg. 1857)
- Dictionnaire de médecine pratique (1847)
- Dictionnaire de botanique (1850)
- Le Maroc et la Chaldée, etc (1848)
- La chimie enseignée par la biographie de ses fondateurs (1865)
- Le monde des bois (1867)
- Les saisons (1867–1869, 2 Tle.)
- L’homme devant ses œuvres (unter dem Pseudonym Jean l’Ermite, 1872)
- Histoire de l’astronomie
- Histoire de la botanique, de la minéralogie et de la géologie
- Histoire de la physique et de la chimie
- Histoire de la zoologie (1873)
- Histoire des mathématiques (1874)